# Distrito de Prizren
O Distrito de Prizren (em sérvio:  Призренски округ, transl. Prizrenski okrug; em albanês:  Rajoni i Prizrenit) é um distrito localizado na parte sul República da Sérvia. Está localizado na parte sul da Província Autônoma de Cossovo e Metóquia. O centro administrativo do Distrito de Prizren é a cidade de Prizren.

## Municípios
O distrito de Prizren está subdividido em 4 municípios:
- Prizren
- Gora
- Orahovac
- Suva Reka